# Haushaltsnahe Dienstleistung
Die haushaltsnahe Dienstleistung ist ein Begriff aus dem deutschen Einkommensteuerrecht. Die Aufwendungen für eine solche Dienstleistung können zu einer Steuerermäßigung führen. Die gesetzliche Grundlage findet sich in § 35a EStG.

## Haushaltsnahe Dienstleistung
Die haushaltsnahe Dienstleistung ist eine Tätigkeit, die gewöhnlich durch Mitglieder des privaten Haushalts erledigt wird und für die stattdessen eine Dienstleistungsagentur oder ein selbständiger Dienstleister in Anspruch genommen wird, wie z. B.:
- Reinigung der Wohnung (z. B. durch Angestellte einer Dienstleistungsagentur oder einen selbständigen Fensterputzer),
- Gartenpflegearbeiten (z. B. Rasenmähen, Heckenschneiden, aber nicht das Neuanlegen eines Gartens – letzteres zählt als haushaltsnahe Handwerkerleistung[1])
- Kinderbetreuungskosten (falls nicht als Sonderausgaben berücksichtigt)
- Pflege- und Betreuungsleistungen im Privathaushalt (z. B. durch einen Pflegedienst)
- Heimunterbringung (abzugsfähig nur die Kosten, die mit einer Haushaltshilfe vergleichbar sind).
- Versorgung und Betreuung von Haustieren[2]

Bei haushaltsnahen Dienstleistungen können auf Antrag (etwa in der Einkommensteuererklärung) 20 % der Lohnkosten, die der Steuerpflichtige an einen oder mehrere Dienstleister bezahlt hat, höchstens aber 4.000 Euro, von der zu zahlenden Steuer abgezogen werden (also nicht vom zu versteuernden Einkommen, sondern direkt von der Steuersumme).
Dies ist nur erlaubt, wenn Rechnungen vorliegen und die Lohnkosten über eine Bank überwiesen wurden (keine Barzahlungen).
Der Abzug als haushaltsnahes Beschäftigungsverhältnis, bei Anmeldung als geringfügig Beschäftigter über die Bundesknappschaft (Haushaltsscheckverfahren), hat Vorrang. Alle anderen Dienstleistungen, darunter auch Lohn für Beschäftigte mit Pflichtbeiträgen zur gesetzlichen Sozialversicherung, werden als haushaltsnahe Dienstleistung berücksichtigt.
Auch wer eine Haushaltshilfe geringfügig beschäftigt dauerhaft anstellt, kann 20 % der Lohnkosten absetzen, doch ist der Maximalbetrag auf 510 € jährlich gedeckelt. Zudem gilt die Geringfügigkeitsgrenze (2025 556 € im Monat). 
Personenbezogene Dienstleistungen (z. B. Frisör- oder Kosmetikerleistungen) sind keine haushaltsnahen Dienstleistungen, selbst wenn sie im Haushalt des Steuerpflichtigen erbracht werden.
Handwerkerleistungen sind ebenfalls keine haushaltsnahen Dienstleistungen, sie werden aber als haushaltsnahe Handwerkerleistung nach § 35a EStG ähnlich begünstigt.

### Zeitpunkt des Abzugs
Die Aufwendungen werden in dem Jahr berücksichtigt, in dem sie entstanden und bezahlt sind. Eine Rechnung vom Dezember 2010, die erst im Januar 2011 bezahlt wird, ist also erst in der Einkommensteuererklärung 2011 absetzbar.
Wohnungseigentümer können die gesamten Aufwendungen auch erst später in dem Jahr geltend machen, in dem die Jahresabrechnung von der Eigentümerversammlung genehmigt wurde. Entsprechendes gilt für die Nebenkostenabrechnung der Mieter. Einzelheiten siehe TZ 47 des BMF-Schreibens vom 9. November 2016.

### Ort des Haushalts
Der Haushalt muss sich in der EU oder im EWR befinden.
Zum inländischen Haushalt gehört auch eine vom Steuerpflichtigen eigengenutzte Zweit-, Wochenend- oder Ferienwohnung.
Nach Urteil des Bundesfinanzhofs ist ein Haushalt "die Wirtschaftsführung mehrerer (in einer Familie) zusammenlebender Personen oder einer einzelnen Person". Ein solcher Haushalt könne "grundsätzlich auch von dem Bewohner eines Wohnstifts geführt werden" und einen Anspruch auf Steuerermäßigung haushaltsnaher Dienstleistungen begründen.
Die genannten Höchstbeträge gelten haushalts- und nicht personenbezogen. Leben mehrere Alleinstehende in einem Haushalt zusammen, können sie die Höchstbeträge nur einmal absetzen. Die Beschäftigung eines im selben Haushalt lebenden nahen Angehörigen (Ehepartners, nicht-ehelichen Partners, Elternteils oder Kindes) wird nicht als steuermindernd anerkannt.

### Zahlungsweg
Über die Leistungen muss eine Rechnung ausgestellt werden und die Zahlung muss unbar erfolgen (z. B. Überweisung, Lastschrift, Verrechnungsscheck); damit soll die Besteuerung beim Empfänger sichergestellt und der Schwarzarbeit entgegengewirkt werden. Ab 2008 ist der Nachweis laut Gesetz nur noch auf Verlangen beim Finanzamt vorzulegen.

### Nachrangiger Abzug
Der Abzug ist ausgeschlossen, sofern die Aufwendungen zu den Betriebsausgaben, Werbungskosten, Sonderausgaben oder außergewöhnlichen Belastungen gehören.

## Reformpläne
Der Koalitionsvertrag für die 20. Legislaturperiode sieht ein Zulagen- und Gutscheinsystem und die Möglichkeit für flankierende steuerfreie Arbeitgeberzuschüsse für die Inanspruchnahme familien- und alltagsunterstützender Dienstleistungen vor. Die Zulagen und die bestehende steuerliche Förderung sollen verrechnet werden.